# Wereldkampioenschap superbike van Brands Hatch 2007
Het wereldkampioenschap superbike van Brands Hatch 2007 was de tiende ronde van het wereldkampioenschap superbike en het wereldkampioenschap Supersport 2007. De races werden verreden op 5 augustus 2007 op Brands Hatch nabij West Kingsdown, Verenigd Koninkrijk.
Kenan Sofuoğlu werd gekroond tot kampioen in de Supersport-klasse met een tweede plaats in de race, wat genoeg was om zijn laatste concurrenten Fabien Foret en Katsuaki Fujiwara voor te kunnen blijven.

## Superbike

### Race 1
| Pos | Nr  | Rijder            | Constructeur | Rondes | Tijd        | Grid | Punten |
| --- | --- | ----------------- | ------------ | ------ | ----------- | ---- | ------ |
| 1   | 52  | James Toseland    | Honda        | 25     | 36:35.120   | 2    | 25     |
| 2   | 11  | Troy Corser       | Yamaha       | 25     | +1.554      | 5    | 20     |
| 3   | 3   | Max Biaggi        | Suzuki       | 25     | +2.917      | 6    | 16     |
| 4   | 111 | Rubén Xaus        | Ducati       | 25     | +10.202     | 7    | 13     |
| 5   | 84  | Michel Fabrizio   | Honda        | 25     | +14.133     | 10   | 11     |
| 6   | 44  | Roberto Rolfo     | Honda        | 25     | +14.323     | 9    | 10     |
| 7   | 41  | Noriyuki Haga     | Yamaha       | 25     | +19.380     | 3    | 9      |
| 8   | 55  | Régis Laconi      | Kawasaki     | 25     | +22.676     | 12   | 8      |
| 9   | 57  | Lorenzo Lanzi     | Ducati       | 25     | +24.259     | 8    | 7      |
| 10  | 76  | Max Neukirchner   | Suzuki       | 25     | +24.423     | 14   | 6      |
| 11  | 99  | Steve Martin      | Yamaha       | 25     | +33.365     | 11   | 5      |
| 12  | 10  | Fonsi Nieto       | Kawasaki     | 25     | +33.373     | 15   | 4      |
| 13  | 38  | Shinichi Nakatomi | Yamaha       | 25     | +33.548     | 16   | 3      |
| 14  | 96  | Jakub Smrž        | Ducati       | 25     | +48.283     | 17   | 2      |
| 15  | 77  | Marty Nutt        | Yamaha       | 25     | +1:04.655   | 18   | 1      |
| 16  | 112 | Stefano Cruciani  | Suzuki       | 25     | +1:08.886   | 21   |        |
| 17  | 22  | Luca Morelli      | Honda        | 25     | +1:08.953   | 20   |        |
| 18  | 42  | Dean Ellison      | Ducati       | 25     | +1:09.057   | 19   |        |
| DNF | 31  | Karl Muggeridge   | Honda        | 23     | Uitgevallen | 13   |        |
| DNF | 71  | Yukio Kagayama    | Suzuki       | 21     | Ongeluk     | 4    |        |
| DNF | 21  | Troy Bayliss      | Ducati       | 4      | Ongeluk     | 1    |        |

### Race 2
| Pos | Nr  | Rijder            | Constructeur | Rondes | Tijd         | Grid | Punten |
| --- | --- | ----------------- | ------------ | ------ | ------------ | ---- | ------ |
| 1   | 52  | James Toseland    | Honda        | 25     | 36:34.177    | 2    | 25     |
| 2   | 41  | Noriyuki Haga     | Yamaha       | 25     | +1.686       | 3    | 20     |
| 3   | 11  | Troy Corser       | Yamaha       | 25     | +1.760       | 5    | 16     |
| 4   | 84  | Michel Fabrizio   | Honda        | 25     | +8.456       | 10   | 13     |
| 5   | 71  | Yukio Kagayama    | Suzuki       | 25     | +8.988       | 4    | 11     |
| 6   | 111 | Rubén Xaus        | Ducati       | 25     | +9.470       | 7    | 10     |
| 7   | 21  | Troy Bayliss      | Ducati       | 25     | +18.313      | 1    | 9      |
| 8   | 3   | Max Biaggi        | Suzuki       | 25     | +19.116      | 6    | 8      |
| 9   | 55  | Régis Laconi      | Kawasaki     | 25     | +20.501      | 12   | 7      |
| 10  | 76  | Max Neukirchner   | Suzuki       | 25     | +20.586      | 14   | 6      |
| 11  | 44  | Roberto Rolfo     | Honda        | 25     | +21.808      | 9    | 5      |
| 12  | 57  | Lorenzo Lanzi     | Ducati       | 25     | +24.883      | 8    | 4      |
| 13  | 10  | Fonsi Nieto       | Kawasaki     | 25     | +31.988      | 15   | 3      |
| 14  | 31  | Karl Muggeridge   | Honda        | 25     | +33.253      | 13   | 2      |
| 15  | 38  | Shinichi Nakatomi | Yamaha       | 25     | +36.868      | 16   | 1      |
| 16  | 99  | Steve Martin      | Yamaha       | 25     | +37.972      | 11   |        |
| 17  | 42  | Dean Ellison      | Ducati       | 25     | +1:07.216    | 18   |        |
| 18  | 22  | Luca Morelli      | Honda        | 25     | +1:08.297    | 19   |        |
| DNF | 96  | Jakub Smrž        | Ducati       | 5      | Ongeluk      | 17   |        |
| DNF | 112 | Stefano Cruciani  | Suzuki       | 0      | Uitgevallen  | 20   |        |
| DNS | 77  | Marty Nutt        | Yamaha       | 0      | Niet gestart |      |        |

## Supersport
Sébastien Charpentier werd gediskwalificeerd omdat zijn motorfiets niet aan de technische reglementen voldeed.
| Pos | Nr  | Rijder                | Constructeur | Rondes | Tijd              | Grid | Punten |
| --- | --- | --------------------- | ------------ | ------ | ----------------- | ---- | ------ |
| 1   | 23  | Broc Parkes           | Yamaha       | 23     | 34:34.688         | 4    | 25     |
| 2   | 54  | Kenan Sofuoğlu        | Honda        | 23     | +3.658            | 2    | 20     |
| 3   | 55  | Massimo Roccoli       | Yamaha       | 23     | +5.556            | 7    | 16     |
| 4   | 127 | Robbin Harms          | Honda        | 23     | +5.573            | 5    | 13     |
| 5   | 6   | Tommy Hill            | Yamaha       | 23     | +6.506            | 6    | 11     |
| 6   | 9   | Fabien Foret          | Kawasaki     | 23     | +10.113           | 12   | 10     |
| 7   | 4   | Lorenzo Alfonsi       | Honda        | 23     | +10.414           | 10   | 9      |
| 8   | 77  | Barry Veneman         | Suzuki       | 23     | +14.236           | 9    | 8      |
| 9   | 7   | Pere Riba             | Kawasaki     | 23     | +15.978           | 11   | 7      |
| 10  | 81  | Matthieu Lagrive      | Honda        | 23     | +18.424           | 19   | 6      |
| 11  | 45  | Gianluca Vizziello    | Yamaha       | 23     | +25.083           | 13   | 5      |
| 12  | 26  | Joan Lascorz          | Honda        | 23     | +25.154           | 22   | 4      |
| 13  | 194 | Sébastien Gimbert     | Yamaha       | 23     | +25.442           | 18   | 3      |
| 14  | 38  | Grégory Leblanc       | Honda        | 23     | +28.957           | 14   | 2      |
| 15  | 71  | Mauro Sanchini        | Honda        | 23     | +36.557           | 24   | 1      |
| 16  | 12  | Javier Forés          | Honda        | 23     | +37.347           | 26   |        |
| 17  | 94  | David Checa           | Yamaha       | 23     | +38.696           | 21   |        |
| 18  | 35  | Gilles Boccolini      | Kawasaki     | 23     | +38.770           | 25   |        |
| 19  | 181 | Graeme Gowland        | Honda        | 23     | +38.953           | 28   |        |
| 20  | 60  | Vladimir Ivanov       | Yamaha       | 23     | +42.593           | 23   |        |
| 21  | 17  | Miguel Praia          | Honda        | 23     | +47.793           | 27   |        |
| 22  | 10  | Arturo Tizón          | Yamaha       | 23     | +55.885           | 32   |        |
| 23  | 46  | Jesco Günther         | Honda        | 23     | +56.187           | 33   |        |
| 24  | 44  | David Salom           | Yamaha       | 22     | +1 ronde          | 31   |        |
| DNF | 21  | Katsuaki Fujiwara     | Honda        | 16     | Uitgevallen       | 3    |        |
| DNF | 31  | Vesa Kallio           | Suzuki       | 12     | Uitgevallen       | 20   |        |
| DNF | 125 | Josh Brookes          | Honda        | 11     | Uitgevallen       | 15   |        |
| DNF | 116 | Simone Sanna          | Honda        | 11     | Uitgevallen       | 17   |        |
| DNF | 69  | Gianluca Nannelli     | Ducati       | 10     | Uitgevallen       | 16   |        |
| DNF | 173 | Christian Zaiser      | Ducati       | 5      | Uitgevallen       | 29   |        |
| DNF | 72  | Attila Magda          | Yamaha       | 5      | Uitgevallen       | 34   |        |
| DNF | 18  | Craig Jones           | Honda        | 4      | Ongeluk           | 8    |        |
| DSQ | 16  | Sébastien Charpentier | Honda        | 23     | Gediskwalificeerd | 1    |        |
| DNS | 169 | Julien Enjolras       | Yamaha       | 0      | Niet gestart      |      |        |

## Tussenstanden na wedstrijd

### Superbike
| Pos | Nr | Rijder         | Team   | Punten |
| --- | -- | -------------- | ------ | ------ |
| 1   | 52 | James Toseland | Honda  | 355    |
| 2   | 41 | Noriyuki Haga  | Yamaha | 289    |
| 3   | 3  | Max Biaggi     | Suzuki | 286    |
| 4   | 21 | Troy Bayliss   | Ducati | 258    |
| 5   | 11 | Troy Corser    | Yamaha | 227    |

### Supersport
| Pos | Nr  | Rijder            | Team     | Punten |
| --- | --- | ----------------- | -------- | ------ |
| 1   | 54  | Kenan Sofuoğlu    | Honda    | 206    |
| 2   | 9   | Fabien Foret      | Kawasaki | 126    |
| 3   | 21  | Katsuaki Fujiwara | Honda    | 87     |
| 4   | 127 | Robbin Harms      | Honda    | 83     |
| 5   | 23  | Broc Parkes       | Yamaha   | 75     |

1993 · 1995 · 1996 · 1997 · 1998 · 1999 · 2000 (I) · 2000 (II) · 2001 · 2002 · 2003 · 2004 · 2005 · 2006 · 2007 · 2008